# Astreopora macrostoma
Astreopora macrostoma är en korallart som beskrevs av Veron och Wallace 1984. Astreopora macrostoma ingår i släktet Astreopora och familjen Acroporidae. IUCN kategoriserar arten globalt som nära hotad. Inga underarter finns listade i Catalogue of Life.